# Heyworth
Heyworth és una població dels Estats Units a l'estat d'Illinois. Segons el cens del 2000 tenia 2.431 habitants.

## Demografia
Segons el cens del 2000, Heyworth tenia 2.431 habitants, 898 habitatges, i 687 famílies. La densitat de població era de 609,5 habitants/km².
Dels 898 habitatges en un 42,8% hi vivien nens de menys de 18 anys, en un 65% hi vivien parelles casades, en un 8,2% dones solteres, i en un 23,4% no eren unitats familiars. En el 19,3% dels habitatges hi vivien persones soles el 9,9% de les quals corresponia a persones de 65 anys o més que vivien soles. El nombre mitjà de persones vivint en cada habitatge era de 2,71 i el nombre mitjà de persones que vivien en cada família era de 3,12.
Per edats la població es repartia de la següent manera: un 31% tenia menys de 18 anys, un 6,1% entre 18 i 24, un 33% entre 25 i 44, un 19,3% de 45 a 60 i un 10,6% 65 anys o més.
L'edat mediana era de 33 anys. Per cada 100 dones de 18 o més anys hi havia 91,9 homes.
La renda mediana per habitatge era de 53.043 $ i la renda mediana per família de 60.648 $. Els homes tenien una renda mediana de 40.944 $ mentre que les dones 26.708 $. La renda per capita de la població era de 20.655 $. Aproximadament el 2,9% de les famílies i el 3,1% de la població estaven per davall del llindar de pobresa.

## Poblacions més properes
El següent diagrama mostra les poblacions més properes.